# Casa Internacional de Música de Moscou

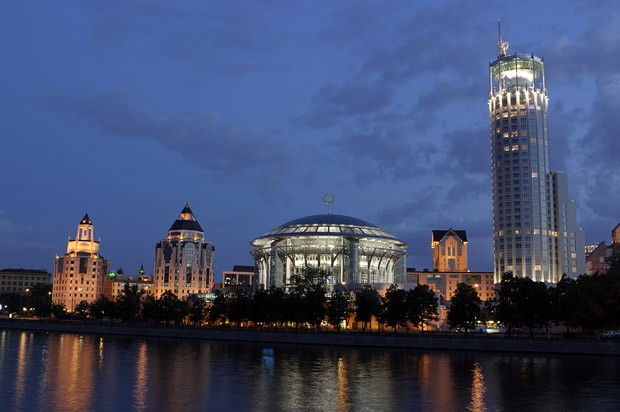
Complex Krasniye Kholmy

El Centre Internacional d'Arts Escèniques de Moscou es va inaugurar oficialment el 28 de setembre de 2003 amb el debut d'una nova orquestra, la Filharmònica Nacional de Rússia, dirigida pel director musical Vladimir Spivakov. També coneguda com la Casa Internacional de Música de Moscou (Dom Muzyki), està situada al terraplè de Kosmodamianskaya, al costat de la carretera de circumval·lació del jardí.
Els arquitectes van ser Yury Gnedovsky, Vladilen Krasilnikov, Dmitry Solopov, Margarita Gavrilova i Sergey Gnedovsky del Krasniye Kholmy Russian Cultural-business Center i Tovarishestvo Teatralniy Arkhitekturov. El projecte va guanyar el premi d'arquitectura Khrustalny Dedal en el XI festival Zodchestvo. La primera pedra va ser col·locada el 7 de setembre de 2000 per Spivakov i l'alcalde de Moscou, Yury Luzhkov. L'empresa turca Enka Insaat ve Sanayi AS va construir el centre. La construcció del centre va costar 200 milions de dòlars EUA i va ser finançada íntegrament per la ciutat de Moscou. Va ser el primer saló de música clàssica construït a la ciutat en més d'un segle. Forma part d'un complex empresarial i hoteler anomenat Riverside Towers, destinat a la ciutat per ser el seu equivalent al Lincoln Center.